# Huang Xiaoxiao
Huang Xiaoxiao (chiń. upr. 黄潇潇; chiń. trad. 黃瀟瀟; pinyin Huáng Xiāoxiāo; ur. 3 marca 1983 w Qingdao) – chińska lekkoatletka, specjalizująca się w biegu na 400 metrów przez płotki.

## Osiągnięcia
- srebro Uniwersjady (Daegu 2003)
- 2 złote medale mistrzostw Azji w biegu na 400 metrów przez płotki (Manila 2003 i Inczon 2005), Xiaoxiao jest aktualną rekordzistką tej imprezy (55.63 - 2005)
- dwukrotnie 5. miejsce podczas mistrzostw świata (Helsinki 2005 i Osaka 2007)
- 6. miejsce na pucharze świata (Ateny 2006)
- złote medale igrzysk azjatyckich (Doha 2006), podczas tej imprezy wywalczyła również brązowy medal w sztafecie 4 x 400 metrów

W 2004 Xiaoxiao reprezentowała Chiny na igrzyskach olimpijskich w Atenach, gdzie jednak odpadła w półfinale. Osiem lat później podczas igrzysk olimpijskich w Londynie, odpadła w eliminacjach.

## Rekordy życiowe
- bieg na 400 metrów przez płotki – 54,00 (2007)